# سلطان ثاني
سلطان عادل ثاني سالم سليم الدوسري لاعب كرة قدم بحريني يلعب حاليا لصالح نادي الدرجة الأولى الرفاع الشرقي البحريني في خط الدفاع.